# Nicolás Antonio

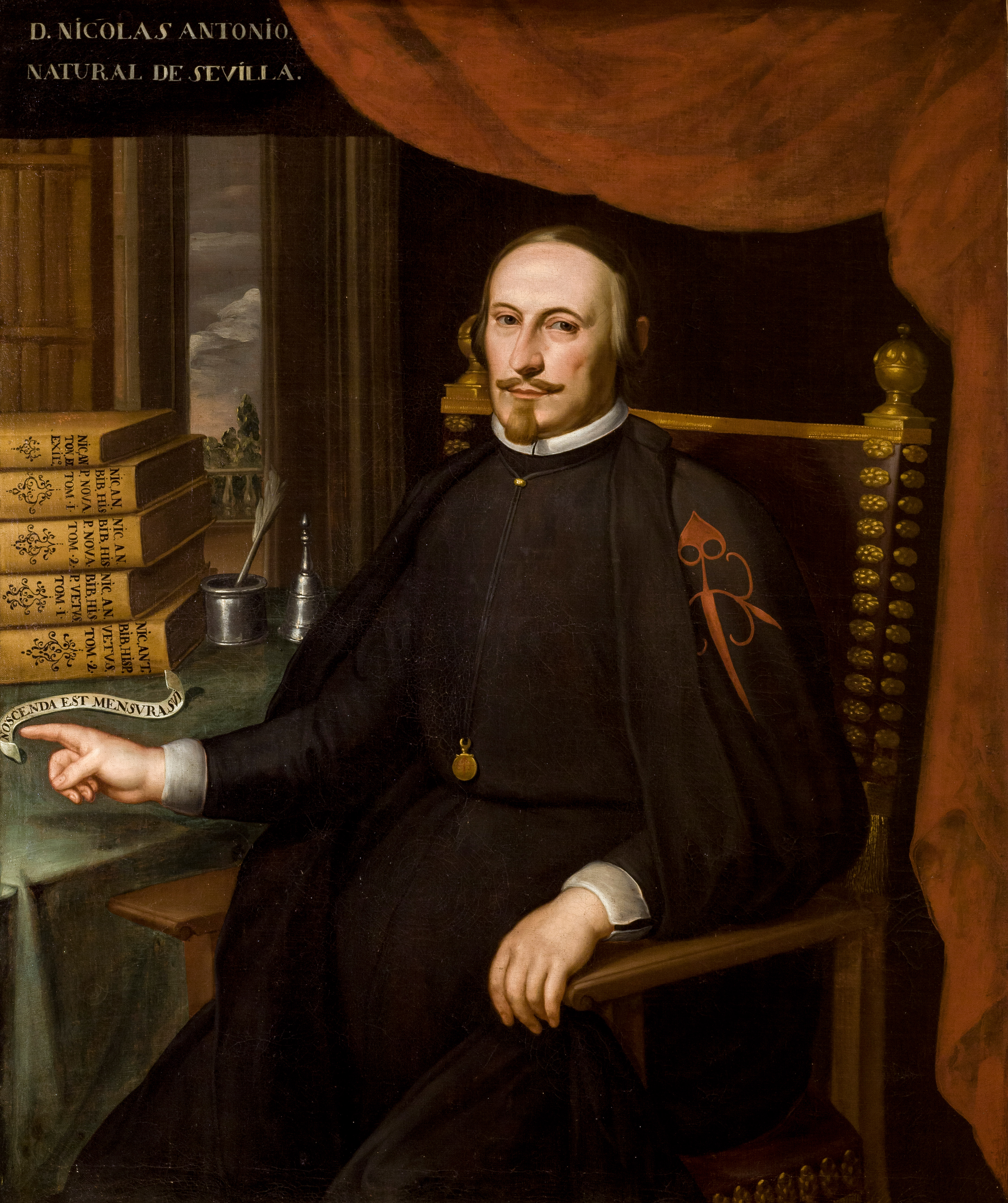
Nicolás Antonio, von Domingo Martínez (1688–1749), Casa Consistorial de Sevilla

Nicolás Antonio (* 31. Juli 1617 in Sevilla; † 13. April 1684 in Madrid) war ein spanischer Jesuit und Bibliograf.

## Leben
Nach seinem Studium an der Universität Salamanca (1636–1639) kehrte er in seine Heimatstadt zurück. Er schrieb De Exilio (das erst 1659 gedruckt wurde) und begann sein monumentales Register spanischer Schriftsteller. Der Ruhm seiner Erkenntnisse erreichte König Philipp IV., der ihm 1645 den Santiagoorden verlieh und 1654 als seinen Bevollmächtigten nach Rom sandte. 1679 kehrte er nach Spanien zurück.

## Werke
Seine Bibliotheca Hispana nova, die sich mit Werken spanischer Autoren befasst, die nach 1500 blühten, erschien 1672 in Rom unter dem Titel Bibliotheca Hispana sive Hispanorum; die Bibliotheca Hispana vetus, eine spanische Literaturgeschichte von Augustus bis zum Ende des 15. Jahrhunderts  wurde von Manuel Martí überarbeitet und von Antonios Freund Kardinal José Saenz d’Aguirre 1696 in Rom veröffentlicht. Eine Ausgabe von beiden Teilen mit Ergänzungen, die in den Handschriften Antonios gefunden wurden, und mit Anmerkungen von Francisco Perez Bayer versehen, wurde in Madrid 1787/78 herausgegeben. Dieses Werk, das jeder früheren Bibliographie überlegen ist, gilt als weiterhin unübertroffen und unverzichtbar.
Von Antonios verschiedenen Schriften ist die posthume Censura de historias fabulosas (Valencia, 1742) am wichtigsten, in der Gelehrsamkeit mit kritischer Einsicht verbunden ist. Seine Bibliotheca Hispana rabinica wurde nicht gedruckt; das Manuskript befindet sich in der Spanischen Nationalbibliothek in Madrid.

## Quelle
- Antonio, Nicolas, in: Hugh Chisholm (Hrsg.), Encyclopædia Britannica, Band 2, 1911, Cambridge University Press

| Personendaten    | Personendaten         |
| ---------------- | --------------------- |
| NAME             | Antonio, Nicolás      |
| KURZBESCHREIBUNG | spanischer Bibliograf |
| GEBURTSDATUM     | 31. Juli 1617         |
| GEBURTSORT       | Sevilla               |
| STERBEDATUM      | 13. April 1684        |
| STERBEORT        | Madrid                |